# 183 Dywizja Strzelecka (ZSRR)
183 Dywizja Strzelecka (ros. 183-я стрелковая дивизия) – związek taktyczny (dywizja) Armii Czerwonej.
Sformowana w 1940 z Łotyszy, w związku z przyłączeniem Łotwy do ZSRR. Po niemieckiej agresji broniła się wzdłuż rzeki Dźwina i pod Starą Russą, w 1942 walczyła pod Rżewem. W 1943 na łuku kurskim, w ogniu najcięższych walk, następnie wyzwalała Charków. W 1944, na zachodniej Ukrainie, potem na Słowacji i w południowej Polsce, forsowała Dunajec i Wisłę. W 1945 wyzwalała Czechy, wojnę zakończyła w Pradze.